# Hrabstwo Ottawa (Kansas)

Piramida wieku hrabstwa

Hrabstwo Ottawa – hrabstwo położone w USA w stanie Kansas z siedzibą w mieście Minneapolis. Założone 27 lutego 1860 roku.

## Miasta
- Minneapolis
- Bennington
- Delphos
- Tescott
- Culver

## Sąsiednie Hrabstwa
- Hrabstwo Cloud
- Hrabstwo Clay
- Hrabstwo Dickinson
- Hrabstwo Saline
- Hrabstwo Lincoln
- Hrabstwo Mitchell